# Cina Soul
Christie Quincyna Quarcoopome còn được biết đến trong showbiz với nghệ danh Cina Soul là ca sĩ, nhạc sĩ và nghệ sĩ thu âm người Ghana. Cô là thí sinh lọt vào chung kết cuộc thi Vodafone Ghana Music Icon 2014 được tổ chức tại Accra, Ghana.

## Đầu đời
Christie Quincyna Quarcoopome sinh ra và lớn lên tại Jamestown, Accra. Cô là người dân tộc Ga. Cina Soul hoàn thành chương trình giáo dục trung học tại Trường Trung học Nữ sinh Aburi và tiếp tục học ngành Tâm lý học và Khảo cổ học tại trường Đại học Ghana.

## Sự nghiệp âm nhạc
Bắt đầu sự nghiệp của mình, Cina Soul tham gia cuộc thi Vodafone Ghana Music Icons năm 2014 và lọt vào chung kết. Năm 2016, Cina phát hành album đầu tay của mình mang tên "Metanoia" feat với rapper M.anifest, Worlasi và KiDi. Bản thu âm đã thành công, đưa cô đến với ánh đèn sân khấu, giúp cô có vị trí trên bảng xếp hạng các đĩa đơn: Awo và Julor. Cina Soul đã tham gia tích cực vào Dự án Black Girls Glow ra mắt vào năm 2017 bởi Dzyadzorm và Poetra Asantewa. Cùng với các nhóm nhạc như Adomaa, Fu và Rịa Boss, nhóm đã phát hành album đầu tiên, Mother of Heirs vào tháng 7 năm 2017. Cina Soul đã biểu diễn tại lễ trao giải Allianz Awards, lễ trao giải Viện Goethe tháng 12 năm 2017 cùng với Nana Yaa, lễ trao Giải thưởng âm nhạc Vodafone Ghana năm 2017. Cô tự mình tổ chức buổi hòa nhạc mang tên "Metanoia X". Trước năm 2018, Cina Soul đã phát hành đĩa đơn đầu tiên mang tên '00:01'. Đĩa đơn đã giúp cô ký hợp đồng với Universal Music Group. Cô đã phát hành bản thu âm thứ hai trong năm 2019 mang tên '12:01'.

## Nghệ thuật
Cina Soul có giọng hát đa dạng nhưng khá ổn định, có thể hát được nhiều thể loại nhạc như Soul, R&B và Highlife. Cina Soul viết và hát ca khác của mình bằng cả tiếng Anh và tiếng Ga. Cô cho rằng hầu hết các bài hát của mình đều bắt nguồn từ trải nghiệm cá nhân.

## Ảnh hưởng
Cảm hứng âm nhạc của Cina Soul bắt nguồn mạnh mẽ từ phương Tây. Những người có tầm ảnh hưởng tới cô là Anita Baker, Brandy, Sade, Aretha Franklin, Aṣa và Whitney Houston. Cô luôn tìm các nghệ sĩ có kết cấu giọng hát tương tự mình, học hỏi kinh nghiệm của họ để tự cải thiện khả năng ca hát của mình.

## Danh sách đĩa hát
| Năm  | Bài hát | Nhà sản xuất     | Album           | Chú thích |
| ---- | --- | ---------------- | --------------- | --------- |
| 2016 | Julor (feat. [./https://en.wikipedia.org/wiki/M.anifest M.anifest])                                                                | Odunsi           | Metanoia (EP)   | [ 20 ]    |
| 2016 | Lovers' Tiff | Odunsi           | Metanoia (EP)   | [ 20 ]    |
| 2016 | Lolonye (feat. Worlasi) | Odunsi           | Metanoia (EP)   | [ 20 ]    |
| 2016 | Baddo (feat. KiDi) | Odunsi           | Metanoia (EP)   | [ 20 ]    |
| 2016 | Mama No Like Me | Odunsi           | Metanoia (EP)   | [ 20 ]    |
| 2016 | Next To You | Odunsi           | Metanoia (EP)   | [ 20 ]    |
| 2016 | Awo | Odunsi           | Metanoia (EP)   | [ 20 ]    |
| 2017 | Fresh Air (with Ria Boss, Poetra Asantewa)                                                                                         | Keyzuz           | Mother of Heirs | [ 21 ]    |
| 2017 | Doing The Most (with Ria Boss, Poetra Asantewa, Adomaa)                                                                            | Alex Wonderergem | Mother of Heirs | [ 21 ]    |
| 2017 | Dumb (with Poetra Asantewa, Ria Boss)                                                                                              | EDWVN            | Mother of Heirs | [ 21 ]    |
| 2017 | Conversations (Interlude) (with Ria Boss, Poetra Asantewa, Adomaa)                                                                 | Quốc dân đảng    | Mother of Heirs | [ 21 ]    |
| 2017 | Haystack (with Dzyadzorm) | Keyzuz           | Mother of Heirs | [ 21 ]    |
| 2017 | Black is The Power (with Adomaa, Fu)                                                                                               | Alex Wondergem   | Mother of Heirs | [ 21 ]    |
| 2017 | Humpty Dumpty (with Poetra Asantewa)                                                                                               | EDWVN            | Mother of Heirs | [ 21 ]    |
| 2017 | Child's Play (with Ria Boss, Poetra Asantewa, Fu, Adomaa)                                                                          | KMRU             | Mother of Heirs | [ 21 ]    |
| 2018 | 00:01 | Colin Shin       | Single          | [ 22 ]    |
| 2018 | 12:01 | Pheelz           | Single          | [ 23 ]    |
| 2018 | Hmmmh (feat. [./https://en.wikipedia.org/wiki/Ko-Jo_Cue Ko-Jo Cue] & [./https://en.wikipedia.org/wiki/Shaker_(Lil_Shaker) Shaker]) | BBnz             | Pen & Paper     | [ 24 ]    |

## Phim ảnh
| Năm  | Tựa đề | Đạo diễn      | Chú thích     |
| ---- | ------ | ------------- | ------------- |
| 2018 | 00:01  | Andy Madjitey | [ 25 ] [ 26 ] |
| 2018 | 12:01  | Giám đốc K    | [ 27 ] [ 28 ] |